# 8555 Mirimao
8555 Mirimao eller 1995 LD är en asteroid i huvudbältet som upptäcktes den 3 juni 1995 av Santa Lucia Stroncone-observatoriet i Stroncone. Den är uppkallad efter Guido Mirimao.
Asteroiden har en diameter på ungefär 2 kilometer och den tillhör asteroidgruppen Vesta.